# جوني مانزيل
يقول جوناثان بول مانزيل " جوني مانزيل » والملقب بـ جوني كرة القدم »، من مواليد 6 ديسمبر 1992 وو يبلغ من العمر 31 سنة حاليا في تايلر ، هو لاعب كرة قدم أمريكي محترف ولاعب كرة قدم كندي يلعب في مركز الوسط .
لعب لمدة عامين متتاليين مع فريق كليفلاند براونز في الدوري الوطني لكرة القدم (NFL) اذ عرف بلعبه الممتاز، وبعد ذلك قرر اللعب مع فريق هاميلتون تايجر كاتس ومونتريال ألويت في الدوري الكندي لكرة القدم (CFL).